# G・M・ベリーエフ記念タガンローク航空科学技術複合体
G・M・ベリーエフ記念タガンローク航空科学技術複合 (ロシア語: Таганрогский авиационный научно-технический комплекс имени Г. М. Бериева タガンロークスキイ・アヴィアツィオーンヌィイ・ナウーチュナ・チフニーチェスキイ・コームプリェクス・イーミェニ・ゲー・エーム・ビリーイェヴァ、ТАНТК имени Г. М. Бериева) は、ロシア連邦の航空機メーカーである。
主として飛行艇や水陸両用機の開発で知られる。
ソ連時代は特にベリエフ設計局として知られる。

## 概要
ベリエフ設計局は、ソ連時代の1934年、ゲオールギイ・ミハーイロヴィチ・ベリーエフによってロシア共和国のタガンロークで開設された。それ以降、局では戦前戦中を通して多くの軍用機が開発された。それらはまた、民間用にも流用された。しかし、Be-32のような旅客機はAn-24との競合に敗れ採用とはならなかった。
ベリエフ設計局がもっともその力を発揮したのは飛行艇・水上飛行機分野で、水陸両用機を含め多くの優れた機体が生み出された。代表的な機種はMBR-2、Be-2(KOR-1)、Be-6、Be-8、Be-10、Be-12、Be-200で、特に戦後のソ連やロシアの飛行艇はすべてベリエフ設計局製であると言っても過言ではない。
また、ベリエフ設計局は1980年代にはイリューシン設計局のIl-76をもとにした早期警戒管制機A-50を実用化した。A-50はその後、ソ連、ロシアの唯一の早期警戒管制機となった。
ソ連崩壊後も企業体として存続しており、現在はスホーイ・コーポレーションと緩やかなシンジケートを形成している。
機体の製造をスホーイ系のKnAAZ(主にBe-103の製造)やイルクート(同、Be-200)に委託するなど協力関係にある。

## 主な開発機
- MBR-2(МБР-2) - 水上近接偵察機(1932年)
- MP-1(МП-1) - 旅客飛行艇(1934年)
- MBR-5(МБР-5) - 水上近接偵察機(1935年)
- KOR-1(КОР-1) - 水上偵察機(1936年)
- Be-2(БЕ-2) - 水上偵察機(1936年)
- MDR-5(МДР-5) - 水上近接偵察機(1938年)
- MBR-7(МБР-7) - 水上近接偵察機(1939年)
- KOR-2(КОР-2) - 偵察飛行艇(1940年)
- Be-4(БЕ-4) - 飛行艇(1940年)
- LL-143(ЛЛ-143) - 多目的飛行艇(1945年)
- Be-8(БЕ-8) - 多目的水陸両用機(1947年)
- Be-6(БЕ-6) - 多目的水陸両用機(1948年)
- R-1(Р-1) - 水上偵察爆撃機(1951年)
- Be-10(БЕ-10) - 多目的水陸両用機(1956年)
- SD MBR(СД МБР) - 長距離高高度水上偵察爆撃機
- Be-10N(БЕ-10Н) - 海上ミサイル爆撃機
- Be-12チャイカ(БЕ-12 ЧАЙКА) - 対潜水陸両用機(1960年)
- S-13(С-13) - 長距離高高度偵察機(U-2がソ連で試験された際の名称)
- Be-12SKチャイカ(БЕ-12СК ЧАЙКА) - 対潜水陸両用機(1963年)
- GL-1ギドロリョート(ГЛ-1 ГИДРОЛЕТ) - (1964年)
- Be-1(БЕ-1) - 試験用水上飛行機(1964年)
- An-Be-20(АН-БЕ-20) - 旅客機(Yak-40のための研究機)
- An-24FK(АН-24ФК - 空中撮影用航空機(1967年)
- Be-30(БЕ-30) - 旅客機(1968年)
- Be-14(БЕ-14) - 捜索救難機(1969年)
- Be-12PSチャイカ(БЕ-12ПС ЧАЙКА) - 対潜水陸両用機(1969年)
- Be-32(БЕ-32) - 旅客機(1971年)
- VVA-14(ВВА-14) - 試験用水陸両用機(1972年)
- Be-12Nチャイカ(БЕ-12Н ЧАЙКА) - 対潜水陸両用機(1976年)
- 14M1P(14М1П) - 試験用ホバークラフト(1976年)
- A-50(А-50) - 空中早期警戒管制機(1978年)
- 976 SKIP(976 СКИП) - 空中コマンドポスト機(1986年)
- A-40アリバトロース(A-40 АЛЬБАТРОС) - 水陸両用機(1986年)
- A-60(А-60) - レーザー砲搭載攻撃機(1988年)
- Be-12Pチャイカ(БЕ-12П ЧАЙКА) - 消防機(1992年)
- Be-32(БЕ-32) - 旅客機(1993年)
- Be-32K(БЕ-32К) - 旅客機(1993年)
- Be-42アリバトロース(БЕ-42 АЛЬБАТРОС) - 多目的水陸両用機
- Be-12P-200チャイカ(БЕ-12П-200 ЧАЙКА) - 消防機(1996年)
- Be-103(БЕ-103) - 多目的水陸両用機(1997年)
- Be-112(БЕ-112) - 多目的水陸両用機
- Be-200(БЕ-200) - 多目的水陸両用機(1998年)
- Be-200ChS(БЕ-200ЧС) - 多目的水陸両用機(2002年)
- Be-210(БЕ-210) - 多目的水陸両用機
- Be-2500ネプトゥーン(БЕ-2500 Нептун) - 多目的水陸両用機
- A-100(А-100) - 空中早期警戒管制機(開発中)